# Julio César Méndez Montenegro
Julio César Méndez Montenegro (Città del Guatemala, 23 novembre 1915 – Città del Guatemala, 30 aprile 1996) è stato un politico guatemalteco.
È stato il Presidente del Guatemala dal luglio 1966 al luglio 1970.
| Controllo di autorità | VIAF (EN) 51600060 · ISNI (EN) 0000 0000 4940 279X · LCCN (EN) nr97044979 · GND (DE) 105767687X |